# Batalla de Caen (1346)
La batalla de Caen, coneguda també com el setge de Caen, es va lliurar en els camps que circumdaven la ciutat normanda, i fins i tot en els seus carrers, durant la invasió de Normandia d'Eduard III d'Anglaterra el juliol de 1346. Va ser la segona contesa significativa d'una campanya que acabaria amb la victòria anglesa a la batalla de Crécy i el setge de Calais, successos claus per al desenvolupament posterior de la guerra dels Cent Anys.

## Origen del conflicte
A conseqüència de la incapacitat d'Eduard III d'Anglaterra d'envair França a través de Flandes el 1340 després de la derrota a la batalla de Saint-Omer, va intentar el 1346 la captura de París per posar fi a la guerra. El rei anglès va capturar còmodament el ducat de Normandia i després de la fàcil victòria a Auberoche, es va decidir a enfrontar en regla a l'exèrcit francès.

## Desembarcament
Eduard III d'Anglaterra va desembarcar amb les seves forces, compostes per 14.000 homes, entre ells 2.800 cavallers i 2.800 arquers a cavall, a Saint-Vaast-la-Hougue, a 25 quilòmetres de Cherbourg, el 12 de juliol de 1346,
L'exèrcit va marxar cap al sud. El monarca anglès tenia pensat fer una sèrie d'incursions i cavalcades per tot el territori, a més de saquejos i petites escaramusses que ran la moral del seu oponent i, de passada, les seves arques. Els soldats van acatar les ordres de bon grat cremant les poblacions que trobaven al seu pas i saquejant les viles, prenent tot el que necessitaven de la malparada pagesia. Les ciutats de Carentan, Saint-Lô i Torteval van ser passades a ganivet, i com elles, moltes més poblacions.
Eduard III d'Anglaterra tenia des del primer moment un objectiu clar: Caen, el centre polític, financer, cultural i religiós de l'oest de Normandia. A més, esperava que amb la seva captura i destrucció recuperés la inversió que havia hagut de fer de cara a aquesta invasió i, de passada, castigar moralment al seu enemic.
Caen era una ciutat antiga a la riba nord del riu Orne, i dividida en dos pel riu Odon. La part vella estava emmurallada i custodiada per un castell gairebé inexpugnable, però, era vulnerable una vegada destruïda la muralla. La part nova de la ciutat era un barri ric que acollia mercaders i terratinents i que es disposava a l'illa formada entre els rius. Aquesta zona de Caen era la més fàcilment defensable, ja que es trobava, gairebé del tot, envoltada d'aigua i s'hi accedia mitjançant tres ponts fortificats. No obstant això, a l'estiu el cabal hidràulic dels rius baixava notablement i era possible creuar nedant-encara que el risc d'anar amb el corrent era considerable. A més, la ciutat comptava amb dos abadies fortificades, una a cada costat del perímetre de la muralla i que podien servir com bastions si Caen era atacada.

## Batalla
L'exèrcit anglès va arribar a les muralles de la ciutat el 26 de juliol de 1346. Gairebé sense perdre temps, va ocupar les dues abadies i planificar l'assalt definitiu la ciutat vella encara no tenia armes de setge. La guarnició francesa liderada per Raül II de Brienne, comte d'Eu tenia al cap la defensa de la ciutat vella i del castell normand de Guillem el Conqueridor, però la població rica que vivia a la ciutat novava persuadir el general franc perquè centrés la seva defensa a l'illa. La desorganitzada i precipitada retirada de la guarnició a la ciutat nova va provocar que certes precaucions, vitals per a la defensa es passessin per alt.

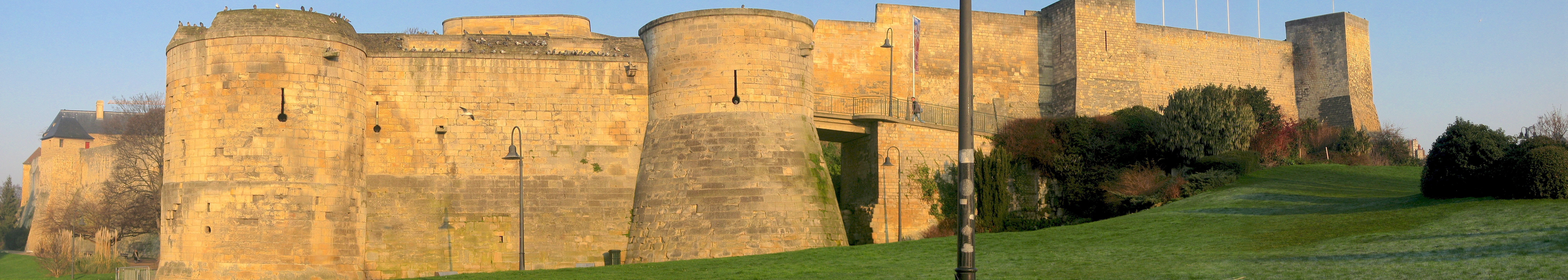
El castell de Caen

Els anglesos ara no necessitaven assetjar la ciutat emmurallada, que cauria per si sola. Eduard III d'Anglaterra va canviar aleshores la seva estratègia i es va centrar a atacar els ponts fortificats que comunicava amb el nord de la ciutat, mentre una petita divisió del seu exèrcit s'encarregaria dels gairebé 300 soldats francesos que resistien al castell enviats per Pierre de Villaines, el bisbe de Bayeux. Mentre Eduard preparava al seu exèrcit per al gran atac, una part dels soldats, els que estaven a càrrec de Thomas de Beauchamp, comte de Warwick, William de Bohun, comte de Northampton i Richard Talbot, ansiosos per entrar a combat, van començar a atacar el pont al que el rei va respondre amb l'ordre de retirada. Tanmateix, aquesta ordre va ser desatesa.
Mentre centenars de soldats s'aventuraven a través del pont en una desorganitzada i furibunda melé, els arquers de tir llarg i els llancers gal·lesos travessaren els rius i la resta creuaven en bots que havien estat oblidats a la vora pels francesos en la seva precipitada retirada. L'exèrcit francès es va estendre al llarg de la vora del riu però en alguns punts aquesta defensa es va trencar, permetent als anglesos penetrar a la ciutat a tropell i atacar els ponts des de la rereguarda. Els generals francesos aviat es van retirar al castell, al nord del riu, on encara quedava una guarnició que aguantava les envestides dels anglesos, però la resta de l'exèrcit va ser aniquilat mentre fugia pels carrers. Amb prou feines es van fer un grapat de presoners.

## Conseqüències

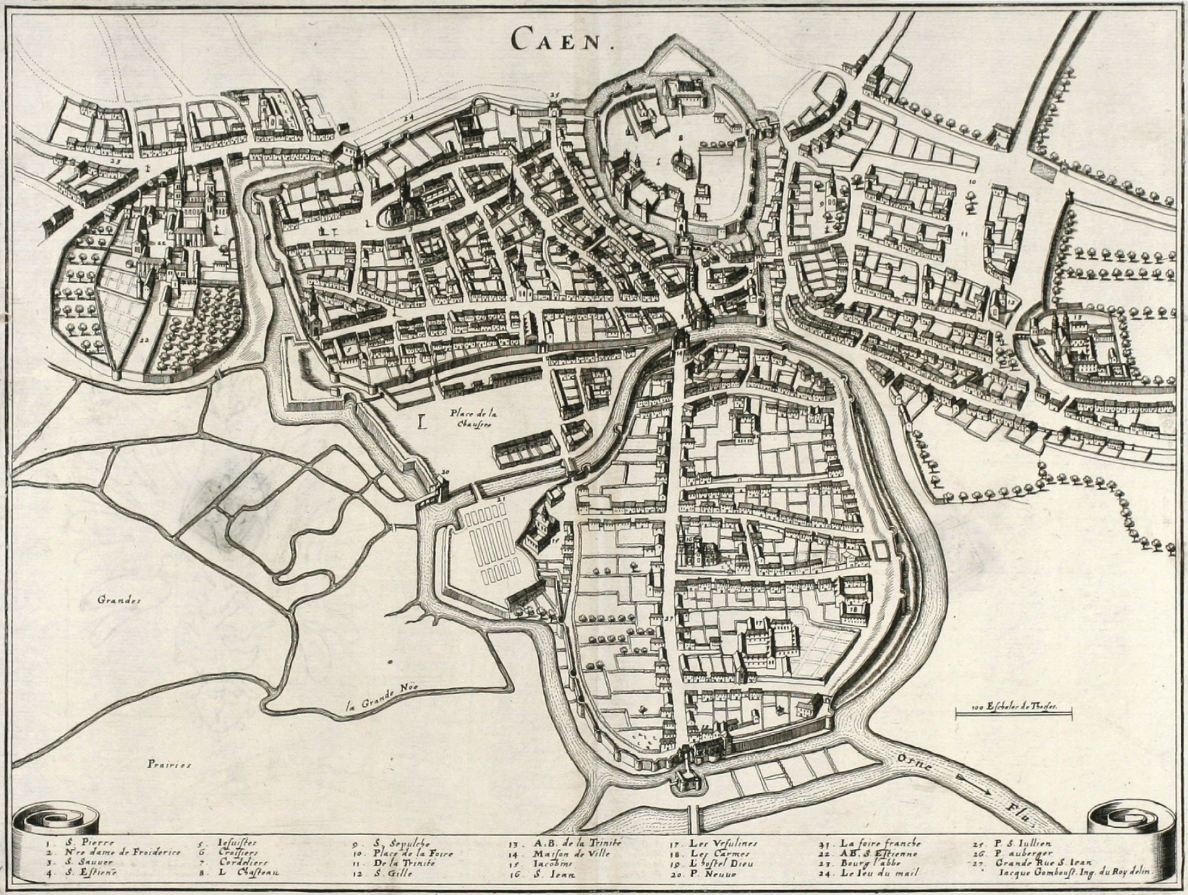
Mapa de la ciutat medieval

L'exèrcit anglès, després de la victòria, va començar amb un frenètic saqueig pel qual es van apoderar de milers de lliures a més de grans quantitat d'or. Moltes construccions van ser cremades fins als fonaments i gairebé la meitat de la població va ser passada a ganivet mentre la resta fugia als camps sent perseguits per la cavalleria anglesa. Uns 2.500 cossos van ser enterrats en fosses comunes als afores de la ciutat encara que hi ha cròniques que eleven aquesta quantitat a 5.000. No obstant això, poc es diu de les pèrdues angleses que tan sols reconeixen la pèrdua d'un home d'armes encara que les baixes van haver de ser moltes més, sobretot entre arquers i llancers. El saqueig de la ciutat va continuar cinc dies més durant els quals Eduard III d'Anglaterra va intentar fallidament aconseguirprendre el castell. Com anècdota, el rei d'Anglaterra va retre homenatge al seu avantpassat Guillem el Conqueridor en el lloc on va ser enterrat.
Els nobles que no havien aconseguit escapar eren el reclam perfecte per demanar rescats. Entre ells es trobava Raül II de Brienne que va ser presoner dels anglesos fins a 1350 quan, en tornar a França, va ser executat pel rei. A més, ens els botins de guerra es va descobrir una acta promulgada pel rei de França per la qual es reclutava partides de guerra normandes per saquejar les costes meridionals d'Anglaterra. L'exèrcit va abandonar Caen l'1 d'agost deixant la ciutat devastada i dirigint-se cap al sud, cap al riu Sena, presumiblement a París. Eduard ho hauria negat, però si a les victòries en Blanchetaque, Crécy i Calais se li sumés una hipotètica a París, Anglaterra hagués estat present al nord de França durant, almenys, dos-cents anys més.